# 1857 en philosophie
Chronologie de la philosophie
- 1853
- 1854
- 1855
- 1856
- 1857
- 1858
- 1859
- 1860
- 1861

L’année 1857 a été marquée, en philosophie, par les événements suivants :

## Textes
- Karl Marx rédige l'Introduction générale à la critique de l'économie politique (en allemand Grundrisse der Kritik der politischen Ökonomie) ; le manuscrit ne sera publié que vingt ans après la mort de Marx.

## Publications
- Novum organum ou sainteté philosophique d'Hortense Allart.
- Promenade philosophique en Allemagne. Fragments d'un journal de voyage : le début et l'épilogue de Victor Cousin.

## Naissances
- 17 avril : Gerardus Heymans, philosophe et psychologue néerlandais, mort en 1930 à 72 ans.
- 19 avril : Lucien Lévy-Bruhl, philosophe, sociologue et anthropologue français, mort en 1939 à 81 ans.
- 3 juin : Raymond Thamin, philosophe moraliste français, mort en 1933 à 75 ans.
- 10 juin : Maria Bezobrazova, philosophe, pédagogue et militante féministe russe, , morte en 1914 à 56 ans.
- 14 août : Paul Lesbazeilles, philosophe français (date de décès inconnue).
- 22 décembre : Ludovic Dugas, professeur de philosophie français, un des rédacteurs de la Revue philosophique de la France et de l'étranger, mort en 1942 à 84 ans.

## Décès
- 10 février : Albert Schwegler, philosophe et théologien protestant allemand, né en 1819.
- 5 septembre : Auguste Comte, philosophe français, fondateur de l'école positiviste, à Paris, né en 1798.